# 小行星9153
小行星9153（9153 Chikurinji）是一颗绕太阳运转的小行星，为主小行星带小行星。该小行星于1981年10月30日发现。

## 轨道参数
小行星9153的轨道半长轴为2.6879000 UA，离心率为0.153。